# 岩手県道24号二戸九戸線
岩手県道24号二戸九戸線（いわてけんどう24ごう にのへくのへせん）は、岩手県二戸市から九戸郡九戸村に至る県道（主要地方道）である。

## 概要
岩手県道42号戸呂町軽米線などと併せ、二戸市から久慈市方面へのメインルートとして機能。東北新幹線八戸延伸に合わせて小峠（二戸・九戸両市村界）はトンネルに切り替えられ勾配が緩和されている。二戸駅東口と久慈駅前を結ぶJRバス東北の路線バス「スワロー号」が当線および県道42号を経由している。

### 路線データ
- 実延長： 13,846.1 m[3]
- 起点：二戸市[3]（中曽根交差点・国道4号二戸バイパス交点）
- 終点：九戸郡九戸村[3]（長興寺交差点・国道340号交点）

## 歴史
- 1959年（昭和34年）3月31日 - 伊保内福岡線として県道に認定される[4]。
- 1976年（昭和51年）10月1日 - 二戸九戸線として県道に認定される[3]。
- 1982年（昭和57年）4月1日 - 建設省（現・国土交通省）から主要地方道の指定を受ける[5]。
- 1993年（平成5年）5月11日 - 建設省により改めて主要地方道の指定を受ける[6]。
- 2002年（平成14年）11月22日 - 折爪トンネルが開通する[2]。

## 地理

### 通過する自治体
- 二戸市 - 九戸郡九戸村

### 交差する道路
- 国道4号（中曽根交差点・二戸市石切所字中道）
- 岩手県道274号二戸一戸線（二戸大橋東・岩谷橋北十字路、二戸市福岡字落久保）
- 国道340号（長興寺交差点・九戸村大字長興寺第10地割）
  - 八戸自動車道とは折爪トンネル付近で交差